# Revolutionair
Revolutionair si riferisce a due modelli di micro-aerogeneratore ad asse verticale, disegnati da Philippe Starck, che hanno una potenza massima di 400 e 1000 Watt, caratteristiche che li collocano nell'ambito di potenza del microeolico.

## Caratteristiche

### Revolutionair 400
Revolutionair 400, con una potenza massima di 400 W, ha un design molto sobrio ma moderno e piuttosto "leggero". In sintesi, ha una forma grossomodo quadrangolare, due pale diritte, altezza e larghezza uguali, pari a 90 cm. Date le dimensioni, può essere collocata in luoghi dove il flusso del vento si canalizza diventando turbolento (ad esempio, sui tetti di condomini, spazi tra edifici, ecc.)
La bassa potenza fornita la rende adeguata soltanto per i consumi di camper, caravan, barche da diporto, e in condizioni di emergenza.
La forma e i materiali plastici con cui è costruita la rendono facile da produrre, assemblare, e trasportare, fatto che potrebbe farne diminuire il costo col tempo, grazie agli effetti della concorrenza e alla produzione in massa, anche se difficilmente potrà essere competitivo rispetto al fotovoltaico.

### Revolutionair 1000
Revolutionair 1000, con una potenza massima di 1000 W, ha un design molto moderno, accattivante e "particolare". In sintesi, ha una forma genericamente elicoidale, con tre pale verticali inclinate in modo molto complesso. Può sfruttare venti molto forti e zone di particolare turbolenza, come luoghi dove si canalizza il vento (ad esempio: gole tra colline e montagne, spazi tra edifici, ecc.).

### Caratteristiche comuni
In entrambi i modelli, il generatore si trova alla base, oppure si può nascondere dentro ad una scatola nel terreno, una caratteristica che ne facilita molto l'installazione e la manutenzione.
Queste turbine eoliche ad asse verticale sono rivoluzionarie anche per il fatto che sono destinate a una utenza domestica (proprietari di attici con terrazzo, ville, terreni, ecc.) che in questo modo potranno perseguire l'autosufficienza energetica con una tecnologia eco-sostenibile che oltre a tutto comporta un'emissione di CO2 pressoché nulla.

## Storia
Le pale Revolutionair sono state presentate da Philippe Starck e Pramac il 27 gennaio del 2010 alla Triennale di Milano, in seguito ad un progetto di guerrilla advertising (denominato anche "eolic guerrilla") svoltosi a Berlino, Bruxelles, Parigi, Londra e Milano. Il progetto è consistito nell'affissione di manifesti di notevole dimensione in giro per le varie città europee.

## Produzione
Le turbine a vento del designer Starck saranno prodotte dalla ditta italiana Pramac, e si venderanno a cifre attorno ai 2.500 euro (la quadrangolare) e 3.500 euro (l'elicoidale).
Il problema del costo non è indifferente, visto che un generatore da 4.500 W a motore Diesel, prodotto negli stessi anni dalla medesima ditta Pramac, alimentato a gasolio, viene venduto a meno di 1000 euro (assieme al quadro di alimentazione). In Italia la produzione media di un impianto eolico difficilmente supera il 20-25% della potenza nominale. Inoltre, nella Pianura padana la risorsa vento è praticamente inesistente.